# Nancy Baele
Nancy Baele is een Belgisch voormalig korfbalster.

## Levensloop
Baele was onder andere actief bij Boeckenberg en Catba. In 1999 maakte ze de overstap van laatstgenoemde club naar Scaldis. Tevens maakte ze deel uit van het Belgisch nationaal team. Ze verzamelde 61 caps en behaalde met de Belgian Diamonds onder meer zilver op de Wereldspelen van 1989 en goud op het wereldkampioenschap van 1991.
In 1993, 1995 en 1996 was ze 'korfbalster van het jaar'.